# Wasabi Mizuta
Wasabi Mizuta (Aoyama, 4 agosto 1972) è una doppiatrice giapponese.
Attualmente vive a Iga, e nel suo lavoro di doppiatrice è stata precedentemente rappresentata dalla Ken Production di Kenji Utsumi.
Attiva dal 1998, è dal 18 aprile 2005 la doppiatrice ufficiale di Doraemon nella serie animata e nei film ad essa correlati.

## Doppiaggio
- Doraemon (Doraemon)
- Arc the Lad (Poko)
- Cyber Team in Akihabara (Biriken)
- Atashinchi no danshi (Sayu Kawashima)
- Otogizoshi (Kintarou)
- Onmyō Taisenki (Shinonome)
- Fighting Beauty Wulong (Megumi Yagi)
- Zatch Bell! (Majiro)
- Crayon Shin-chan (Hitoshi Honda, seconda voce)
- Keroro (Bambino)
- Kaiba (Hyo-Hyo)
- Kotencotenco (Nekomori)
- Seirei no moribito (Kohyoi)
- Hamtaro (Taiho-kun)
- Hare Tokidoki Buta (Onigiriyama)
- Nintama Rantarō (Kameko Fukutomi)
- Beyblade (Boris)
- Hikaru no go (Yuta Fukui)
- Il guerriero alchemico (Angel Gozen)
- Full Metal Panic? Fumoffu (Bonta-kun)
- Mirmo (Gepapa, Fia, Takosu)
- Pokémon (Ash's Tepig e Pignite)
- Tamagotchi! (Uwasatchi)
- Pretty Guardian Sailor Moon Crystal (Petz)
- Yes! Pretty Cure 5 GoGo! (Mailpo)
- Suikoden IV (Champo)
- Invader Zim (GIR)
- Ricreazione (T.J. Detweiler, solo in un episodio)
- One Piece - Avventura sulle isole volanti (Xiao)
- One Piece (Amande e Tsuru dell’episodio 1116 in poi)
- Allacciate le cinture! Viaggiando si impara (Tim)